# Centromochlus schultzi
Centromochlus schultzi är en fiskart som beskrevs av Rössel 1962. Centromochlus schultzi ingår i släktet Centromochlus och familjen Auchenipteridae. Inga underarter finns listade i Catalogue of Life.